# Cavia (företag)
Cavia Inc. (株式会社キャビア Kabushiki gaisha Kyabia?) var en japansk datorspelsutvecklare som grundades 1 mars 2000 och hade sitt huvudkontor i Tokyo. Det blev dotterbolag till AQ Interactive under 2005 och upplöstes juli 2010.

## Spel
Denna tabell listar alla spel som företaget på något sätt har medverkat i utvecklingsprocessen.
| År   | Titel                                                                    | Konsoler                |
| ---- | ------------------------------------------------------------------------ | ----------------------- |
| 2002 | Nihon Daihyo-senshu Ni Naro                                              | Playstation 2           |
| 2002 | One Piece: Nanatsu Shima no Daihihō                                      | Game Boy Advance        |
| 2003 | Resident Evil: Dead Aim                                                  | Playstation 2           |
| 2003 | Drakengard                                                               | Playstation 2           |
| 2003 | Takahashi Naoko no Marathon shiyouyo!                                    | Playstation 2           |
| 2003 | Kamen Rider Seigi no Keifu                                               | Playstation 2           |
| 2004 | Soccer Life!                                                             | Playstation 2           |
| 2004 | Ghost in the Shell: Stand Alone Complex                                  | Playstation 2           |
| 2004 | Dragon Ball Z: Supersonic Warriors                                       | Game Boy Advance        |
| 2005 | Steamboy                                                                 | Playstation 2           |
| 2005 | Soccer Life 2                                                            | Playstation 2           |
| 2005 | Drakengard 2                                                             | Playstation 2           |
| 2005 | Naruto: Uzumaki Chronicles                                               | Playstation 2           |
| 2005 | Beat Down: Fists of Vengeance                                            | Playstation 2/Xbox      |
| 2005 | Dragon Ball Z: Supersonic Warriors 2                                     | Nintendo DS             |
| 2005 | Tetris: The Grand Master Ace                                             | Xbox 360                |
| 2006 | Tsuushin Taisen Majyan: Toryumon                                         | Xbox 360                |
| 2006 | Zitsuroku Oniyomenikki: Shiuchi Ni Taeru Otto No Rifuzintaiken Adventure | Playstation Portable    |
| 2006 | Dragon Quest: Shōnen Yangus to Fushigi no Dungeon                        | Playstation 2           |
| 2006 | WinBack 2: Project Poseidon                                              | Playstation 2/Xbox      |
| 2006 | Lovely Complex: Punch de Conte                                           | Playstation 2           |
| 2006 | Bullet Witch                                                             | Xbox 360                |
| 2006 | Zegapain XOR                                                             | Xbox 360                |
| 2006 | Naruto: Uzumaki Chronicles 2                                             | Playstation 2           |
| 2006 | Zegapain NOT                                                             | Xbox 360                |
| 2006 | Death Note: Kira Game                                                    | Nintendo DS             |
| 2007 | Victorious Boxers: Revolution                                            | Wii                     |
| 2007 | Fate/Tiger Colosseum                                                     | Playstation Portable    |
| 2007 | Resident Evil: The Umbrella Chronicles                                   | Wii                     |
| 2008 | Fate/unlimited codes                                                     | Playstation 2           |
| 2008 | Sega Bass Fishing                                                        | Wii                     |
| 2008 | KORG DS-10                                                               | DS                      |
| 2009 | KORG DS-10 plus                                                          | DS/DSi                  |
| 2009 | Resident Evil: The Darkside Chronicles                                   | Wii                     |
| 2010 | Nier Gestalt                                                             | Playstation 3, Xbox 360 |
| 2010 | Nier Replicant                                                           | Playstation 3           |
| -    | Cry On                                                                   | Xbox 360                |
| -    | Catacombs                                                                | Playstation 3, Xbox 360 |